# 訃報 2004年5月
訃報 2004年5月（ふほう 2004ねん5がつ）では、2004年（平成16年）5月中に物故した、又は物故が報じられた人物についてまとめる。

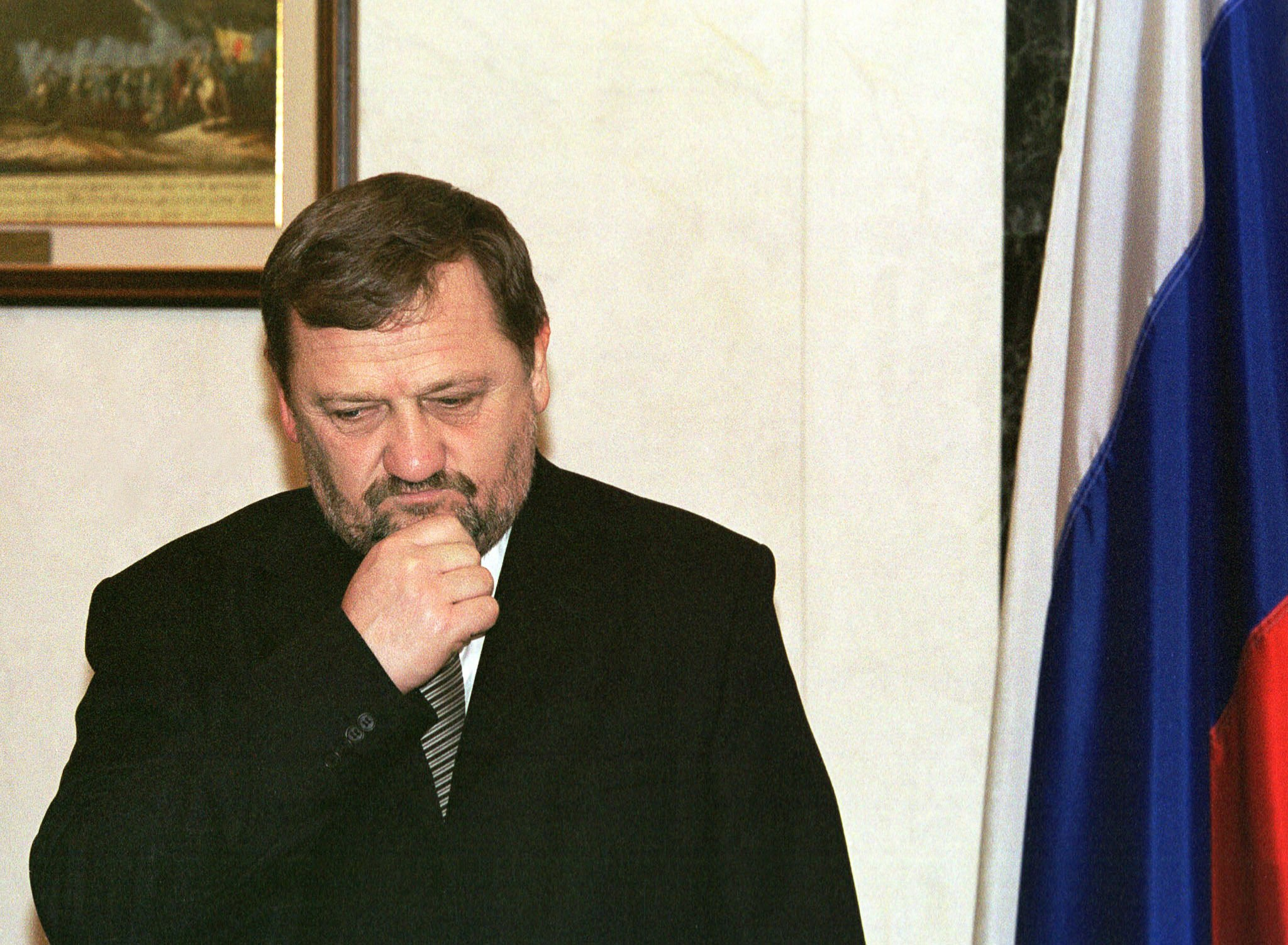
アフマド・カディロフ／5月9日没

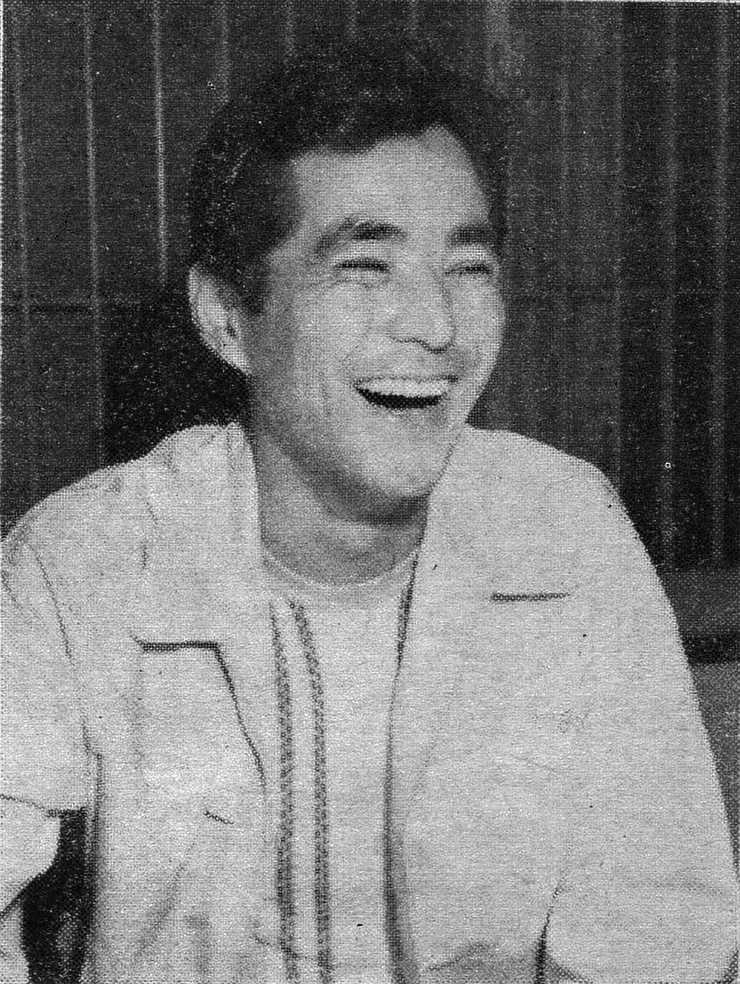
三橋達也／5月15日没

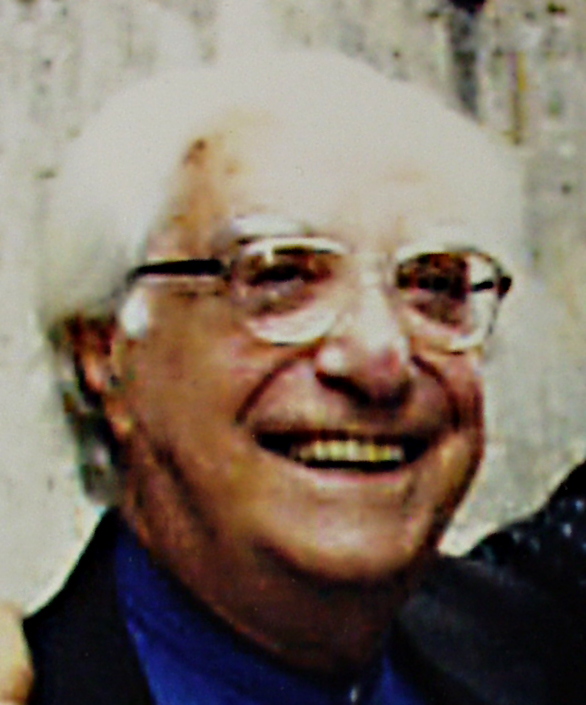
リッカルド・ブレンゴーラ／5月16日没

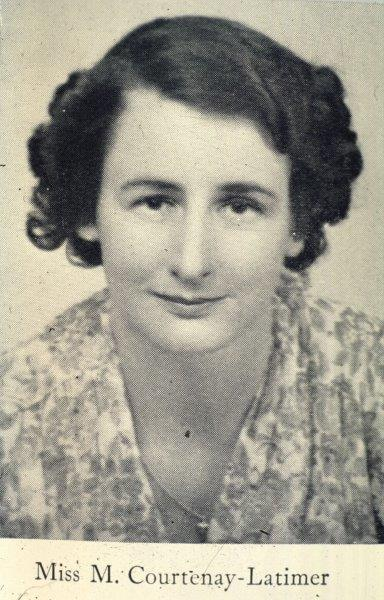
マージョリー・コートニー＝ラティマー／5月17日没

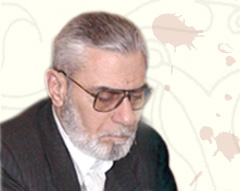
イッズッディーン・サリーム／5月17日没

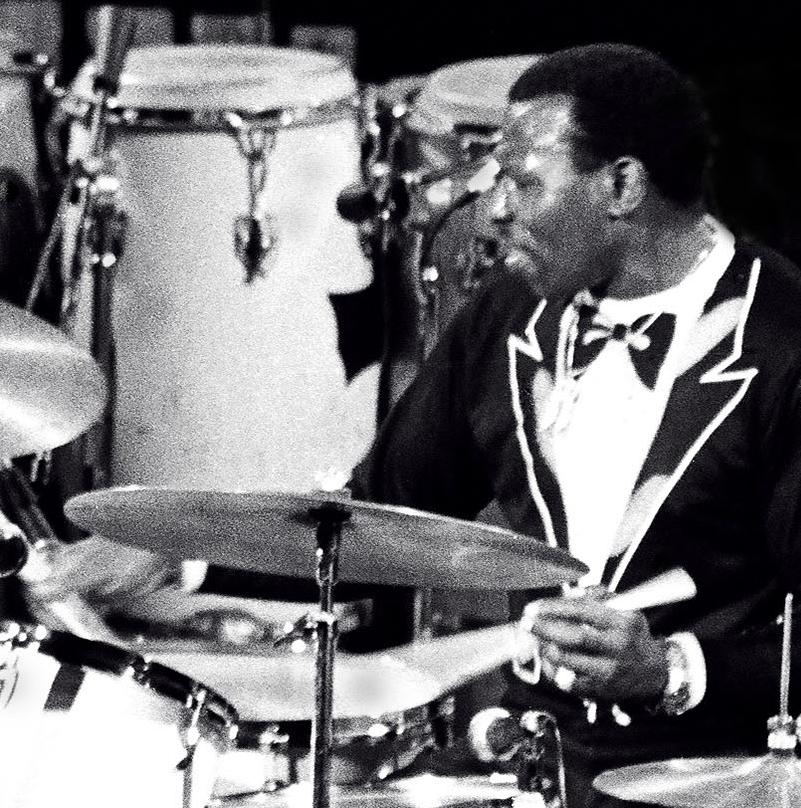
エルヴィン・ジョーンズ／5月18日没

金田一春彦／5月19日没

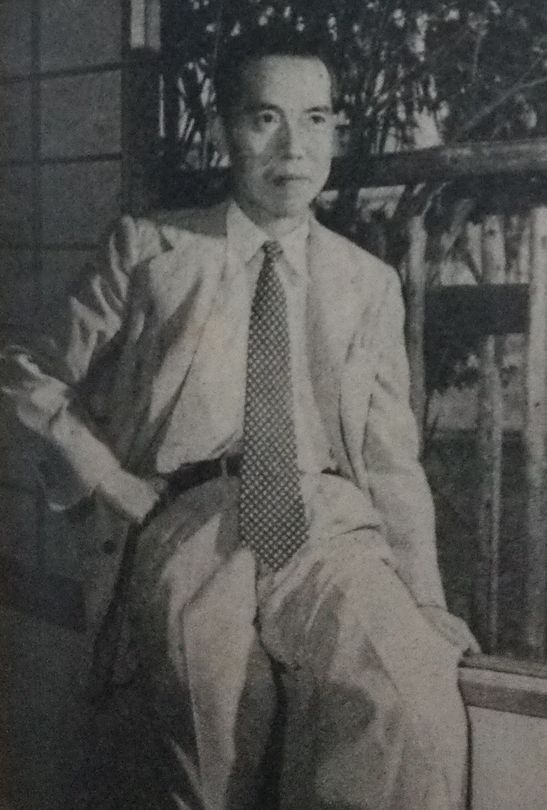
加瀬俊一／5月21日没

## （1日 - 15日）
- 5月1日 - 戸川幸夫、小説家・児童文学作家（* 1912年）
- 5月4日 - トルステン・ヘーゲルストランド、地理学者（* 1916年）
- 5月4日 - 新治伸治、元プロ野球選手（* 1941年）
- 5月5日 - 岡崎律子、シンガーソングライター（* 1959年）
- 5月9日 - アフマド・カディロフ、ロシア連邦チェチェン共和国大統領（* 1951年）
- 5月10日 - 大石慎三郎、歴史学者（* 1923年）
- 5月15日 - 三橋達也、俳優（* 1923年）

## （16日 - 31日）
- 5月16日 - リッカルド・ブレンゴーラ、ヴァイオリニスト（* 1917年）
- 5月17日 - マージョリー・コートニー＝ラティマー、博物館員、シーラカンス現生種の発見者（* 1907年）
- 5月17日 - イッズッディーン・サリーム、イラク統治評議会議長（* 1943年）
- 5月17日 - 鈴木貴久、近鉄バファローズ外野手、コーチ（* 1963年）
- 5月18日 - エルヴィン・ジョーンズ、ジャズドラマー（* 1927年）
- 5月18日 - 田中守、元プロ野球選手（* 1934年）
- 5月19日 - 金田一春彦、国語学者（* 1913年）
- 5月21日 - 加瀬俊一、外交官・日本の初代国連大使（* 1903年）
- 5月24日 - 河毛二郎、実業家、元王子製紙社長（* 1918年）
- 5月27日 - 橋田信介、フリージャーナリスト（* 1942年）
- 5月28日 - 田中美羽、タレント（* 1963年）